# Roger S. H. Schulman
Roger S.H. Schulman é um roteirista e produtor estadunidense.